# Presbytère de Cordes-sur-Ciel
Le presbytère est une maison gothique médiévale de Cordes-sur-Ciel, une commune du Tarn. Elle est classée monument historique depuis le 8 mai 1923.

## Origine
C'est une maison construite au Moyen Âge, ayant servi de presbytère. Elle fait partie des édifices qui ont valu au village de Cordes-sur-Ciel le surnom de la « cité aux cent ogives » pour sa grande proportion d'édifices civils gothiques.

## Description
Comme toute maison gothique, elle possède trois étages.
Au rez-de-chaussée, elle est ouverte sur quatre arcades en ogive. Au premier étage, les baies initiales en arc brisé ont été obturées et remplacées par des fenêtres traditionnelles. Le second étage est doté de 8 baies réparties en deux groupes de deux paires.